# Basavanpura, Malavalli
Basavanpura là một làng thuộc tehsil Malavalli, huyện Mandya, bang Karnataka, Ấn Độ.